# Campionato italiano di ciclismo su strada 1954
Il Campionato italiano di ciclismo su strada 1954, quarantaquattresima edizione della corsa, si svolse su cinque prove dal 28 marzo al 17 ottobre 1954. La vittoria fu appannaggio di Fiorenzo Magni, che precedette in classifica Fausto Coppi e Giuseppe Minardi.

## Calendario
| Data         | Evento                                         | Vincitore        | Squadra         |
| ------------ | ---------------------------------------------- | ---------------- | --------------- |
| 28 marzo     | Giro della Provincia di Reggio Calabria (1954) | Giuseppe Minardi | Legnano         |
| 18 aprile    | Giro di Toscana (1954)                         | Fiorenzo Magni   | Nivea-Fuchs     |
| 27 giugno    | Giro dell'Emilia (1954)                        | Nino Defilippis  | Torpado         |
| 12 settembre | Giro del Lazio (1954)                          | Angelo Conterno  | Fréjus          |
| 17 ottobre   | Coppa Bernocchi (1954)                         | Fausto Coppi     | Bianchi-Pirelli |

## Classifica
| Pos. | Corridore          | Squadra         | Punti |
| ---- | ------------------ | --------------- | ----- |
| 1    | Fiorenzo Magni     | Nivea-Fuchs     | ?     |
| 2    | Fausto Coppi       | Bianchi-Pirelli | 19    |
| 3    | Giuseppe Minardi   | Legnano         | 18    |
| 4    | Angelo Conterno    | Fréjus          | 17    |
| 5    | Nino Defilippis    | Torpado         | 16    |
| 5    | Giancarlo Astrua   | Atala-Pirelli   | 16    |
| 7    | Pasquale Fornara   | Bottecchia      | 13    |
| 7    | Bruno Landi        | Fiorelli        | 13    |
| 7    | Arrigo Padovan     | Atala-Pirelli   | 13    |
| 10   | 3 ciclisti ex æquo | -               | 11    |